# Savate (film)
Pour les articles homonymes, voir Savate.
Pour plus de détails, voir Fiche technique et Distribution.
Savate (également connu sous le nom de The Fighter, Point Blank et Justicier) est un western d'arts martiaux de 1995, réalisé par Isaac Florentine et mettant en vedette Olivier Gruner,. Des autres acteurs incluent Ian Ziering, Ashley Laurence et R. Lee Ermey,.

## Synopsis
En 1865, Joseph Charlegrand est un ancien soldat de la Légion étrangère française dont le meilleur ami et camarade fut assassiné par un officier allemand au Mexique. À la recherche du tueur, il s'implique dans une lutte entre de pauvres agriculteurs et un riche propriétaire terrien. Charlegrand se rend à un tournoi d'arts martiaux aux États-Unis parce que le tueur se targue d'être un combattant talentueux. Pour aider les agriculteurs, il leur propose ses compétences en Savate.

## Distribution
- Olivier Gruner : Joseph Charlegrand
- Ian Ziering : Cain Parker
- Ashley Laurence :  Mary Parker
- Marc Singer : Ziegfield Von Trotta
- James Brolin : Col. Jones
- Rance Howard : Fermier

## Réception
La note du film allait de moyenne à mauvaise,. J.R. Taylor de Entertainment Weekly lui a attribué un C+. Le site The Action Elite a noté le film 3,5 sur 5, saluant l'action réalisée par Isaac Florentine.